# Prednizolon
Prednizolon – organiczny związek chemiczny, syntetyczny glikokortykosteroid o działaniu przeciwzapalnym, immunosupresyjnym i przeciwalergicznym.

## Mechanizm działania
Nie wpływa na przyczyny zapalenia. Jego działanie jest tylko objawowe.
Zmniejsza gromadzenie leukocytów i ich adhezję do śródbłonka, hamuje proces fagocytozy i rozpad lizosomów. Zmniejsza liczbę limfocytów, eozynofili, monocytów. Blokuje wydzielanie histaminy i leukotrienów zależne od IgE. Hamuje syntezę i uwalnianie cytokin: interferonu gamma, interleukin IL-1, IL-2, IL-3, IL-6, TNF-α, GM-CSF.
Hamuje aktywność fosfolipazy A2 – nie dopuszcza do uwalniania kwasu arachidonowego, a w konsekwencji do syntezy mediatorów zapalenia.
Hamuje przepuszczalność naczyń kapilarnych, zmniejsza obrzęk.
Nasila działanie katecholamin.
Blokuje wydzielanie ACTH.
Powoduje zwiększenie glikemii, zmniejszenie zużycia glukozy i zwiększenie zawartości glikogenu w wątrobie.
Nasila katabolizm (gospodarka białkowa) i wtórnie zwiększa ilość kwasu moczowego i azotu we krwi.
Nasila lipolizę, zwiększa uwalnianie kwasów tłuszczowych.
Wpływa na gospodarkę wodno-elektrolitową.

## Wskazania
- hiperkalcemia w chorobach nowotworowych
- choroby tkanki łącznej:
  - łuszczycowe zapalenie stawów
  - toczeń rumieniowaty układowy
  - reumatoidalne zapalenie stawów
  - choroba reumatyczna
  - ostre zapalenie kaletki maziowej
  - ostre dnawe zapalenie stawów
- choroby skóry:
  - pęcherzyca
  - rumień wielopostaciowy
  - złuszczające zapalenie skóry
  - łuszczyca
- choroby alergiczne:
  - astma oskrzelowa
  - kontaktowe zapalenie skóry
  - atopowe zapalenie skóry
  - choroba posurowicza
  - reakcje nadwrażliwości na lek
- ostre i przewlekłe zapalenia gałki ocznej
- choroby zapalne przewodu pokarmowego:
  - choroba Leśniowskiego-Crohna
  - wrzodziejące zapalenie jelita grubego
- choroby układu oddechowego:
  - przewlekłe zapalenie oskrzeli
  - zachłystowe zapalenie płuc
  - gruźlica – piorunujący przebieg lub rozsiana gruźlica z jednoczesną chemioterapią
- choroby hematologiczne:
  - niedokrwistość hemolityczna nabyta
  - niedokrwistość aplastyczna wrodzona
  - małopłytkowość wtórna
- choroby nowotworowe:
  - białaczka
  - chłoniaki
- sarkoidoza
- zespół nerczycowy
- gruźlicze zapalenie opon mózgowo-rdzeniowych
- włośnica
- tężec

Wodorobursztynian prednizolonu:
- wstrząs anafilaktyczny, pourazowy, kardiogenny
- choroby zakaźne o ciężkim przebiegu
- obrzęk mózgu
- obrzęk płuc
- oparzenia
- ostre zatrucia
- stan astmatyczny
- zapalenie krtani
- ostra niewydolność kory nadnerczy

## Przeciwwskazania
- nadwrażliwość na lek
- choroba wrzodowa
- niewydolność nerek
- osteoporoza
- zakażenia
- pełzakowica
- gruźlica w długotrwałym leczeniu
- jaskra
- zaburzenia psychiczne

Ostrożnie:
- choroba niedokrwienna serca
- nadciśnienie tętnicze
- niewydolność serca
- cukrzyca
- choroba zakrzepowo-zatorowa
- podeszły wiek u chorych z gruźlicą w wywiadzie

## Działania niepożądane
- zatrzymanie wody i sodu w organizmie
- hipokaliemia
- zastoinowa niewydolność serca
- ryzyko wystąpienia zakrzepów
- nadciśnienie tętnicze
- osłabienie mięśniowe
- miopatia
- zmniejszenie masy mięśniowej
- osteoporoza
- choroba wrzodowa
- zapalenie trzustki
- zaniki skóry
- wybroczyny i wylewy podskórne
- wzmożona potliwość
- trądzik
- rozstępy
- upośledzone gojenie ran
- zawroty i bóle głowy
- zaburzenia psychiczne
- drgawki
- objawy rzekomego guza mózgu
- zaburzenia miesiączkowania
- zespół Cushinga
- zahamowanie wzrostu u dzieci
- zmniejszenie toleracji glukozy
- zwiększenie zapotrzebowania na insulinę
- zaćma
- jaskra
- zwiększona podatność na zakażenia
- reakcje alergiczne

## Stosowanie w trakcie ciąży i karmienia
Kategoria C. Nie powinno się stosować w ciąży. Nie stosować w okresie karmienia piersią.

## Preparaty
Preparaty dostępne w Polsce (styczeń 2021):
Preparaty proste:
- Encortolon
- Predasol

Preparaty złożone:
- Alpicort – prednizolon + kwas salicylowy
- Alpicort E – prednizolon + estradiol + kwas salicylowy